# Alice Wetterlund
Alice Wetterlund (16 de mayo de 1981) es una comediante, actriz y presentadora de podcast estadounidense. Interpretó el papel de Carla Walton en la serie de comedia de HBO Silicon Valley.

## Biografía
Wetterlund nació en Minnesota y se fue a Nueva York en 1999, donde asistió a la universidad Cooper Union. Comenzó a hacer comedia de stand-up a fines de la década de 2000, y actuó con el grupo de improvisación Upright Citizens Brigade Theatre desde 2008 en adelante. Esto la condujo a una audición para el programa Girl Code, de MTV, donde uno de sus papeles famosos fue en un anuncio publicitario de televisión de parodia para "Culture Culture Probiotics" - una "cura" para la diarrea. Desde entonces, ha aparecido en muchos comerciales de televisión para compañías como BMW, Lenscrafters, Scotch Brite y Southwest Airlines. Apareció luego en Cave Comedy Radio como maestra de meditación y susurros de gatos.
Wetterlund y Veronica Osorio coorganizan el podcast de Star Trek: The Next Generation Treks and the City. Wetterlund y Kevin Porter son coanfitriones del pódcast Maisel Goys (presentado bajo el podcast Gilmore Guys), sobre la serie de televisión de Amazon Prime The Marvelous Mrs. Maisel.
Wetterlund ha estado casada y divorciada y habla de ello en el episodio 103 de The Maisel Goys.

## Filmografía

### Cine
| Año  | Título                                      | Personaje        | Notas                          |
| ---- | ------------------------------------------- | ---------------- | ------------------------------ |
| 2010 | Mad Men Jumps the Shark                     | Joan Holloway    | Cortometraje                   |
| 2011 | The Math                                    | Michelle Sellers | Cortometraje                   |
| 2011 | Close to You                                |                  | También guionista y productora |
| 2013 | Hashtag Warrior                             | Cortometraje     |                                |
| 2014 | The Interview                               | Alice            |                                |
| 2015 | The Shocking Truth about Planned Parenthood |                  | Cortometraje                   |
| 2015 | Welcome to Bridgetown                       | Ella misma       | Documental                     |
| 2016 | Mike and Dave Need Wedding Dates            | Prima de Terry   |                                |
| 2018 | Normal                                      | Sunny Berger     | Cortometraje                   |

### Televisión
| Año           | Título                                  | Personaje               | Notas                         |
| ------------- | --------------------------------------- | ----------------------- | ----------------------------- |
| 2015          | Chelsea Lately                          | Ella misma              | 1 episodio                    |
| 2015          | New Girl                                | Anfitriona              | 1 episodio                    |
| 2015          | Betas                                   | Gerente joven           | 1 episodio                    |
| 2013-15       | Girl Code                               | Ella misma              | 76 episodios                  |
| 2015-16       | Silicon Valley                          | Carla Walton            | 6 episodios                   |
| 2015-17       | @Midnight                               | Ella misma              | 5 episodios                   |
| 2016          | Flophouse                               | Ella misma              | 1 episodio                    |
| 2016          | Adam Devine's House Party               | Ella misma              | 1 episodio                    |
| 2016          | The UCB Show                            |                         | 1 episodio                    |
| 2016          | Take My Wife                            | Alicia                  | 1 episodio                    |
| 2016          | Conan                                   | Ella misma              | 2 episodios                   |
| 2016-17       | People of Earth                         | Kelly Grady             | 13 episodios                  |
| 2017          | Talk Show the Game Show                 | Ella misma              | 1 episodio                    |
| 2018          | GLOW                                    | Carol                   | 1 episodio                    |
| 2018          | Alone Together                          | Stephie                 | 1 episodio                    |
| 2018          | The 5th Quarter                         | Shirley                 | 2 episodios                   |
| 2019          | Single Parents                          | Nora                    | 1 episodio                    |
| 2019          | Ryan Hansen Solves Crimes on Television | Dra. Inx                | 1 episodio                    |
| 2020          | Interrogation                           | Alice Morgan            | 2 episodios                   |
| 2020          | Space Force                             | Mayor Jane Pike         | 1 episodio                    |
| 2021–presente | Resident Alien                          | D'Arcy Bloom            | Papel principal, 23 episodios |
| 2022          | Star Trek: Lower Decks                  | Melponar Triplets (voz) | 1 episodio                    |